# Bevilacqua
Bevilacqua là một đô thị với 1.927 dân ở tỉnh Verona, Italia.

Đô thị này bắt đầu với một khu định cư cổ của người Venetic hai bên bờ sông Adige, được ghi chép trong tài liệu năm 589. Lâu đài Bevilacqua nằm giữa Padova và Verona và có khoảng cách 5 km so với Montagnana.